# Johann Philipp Bandel

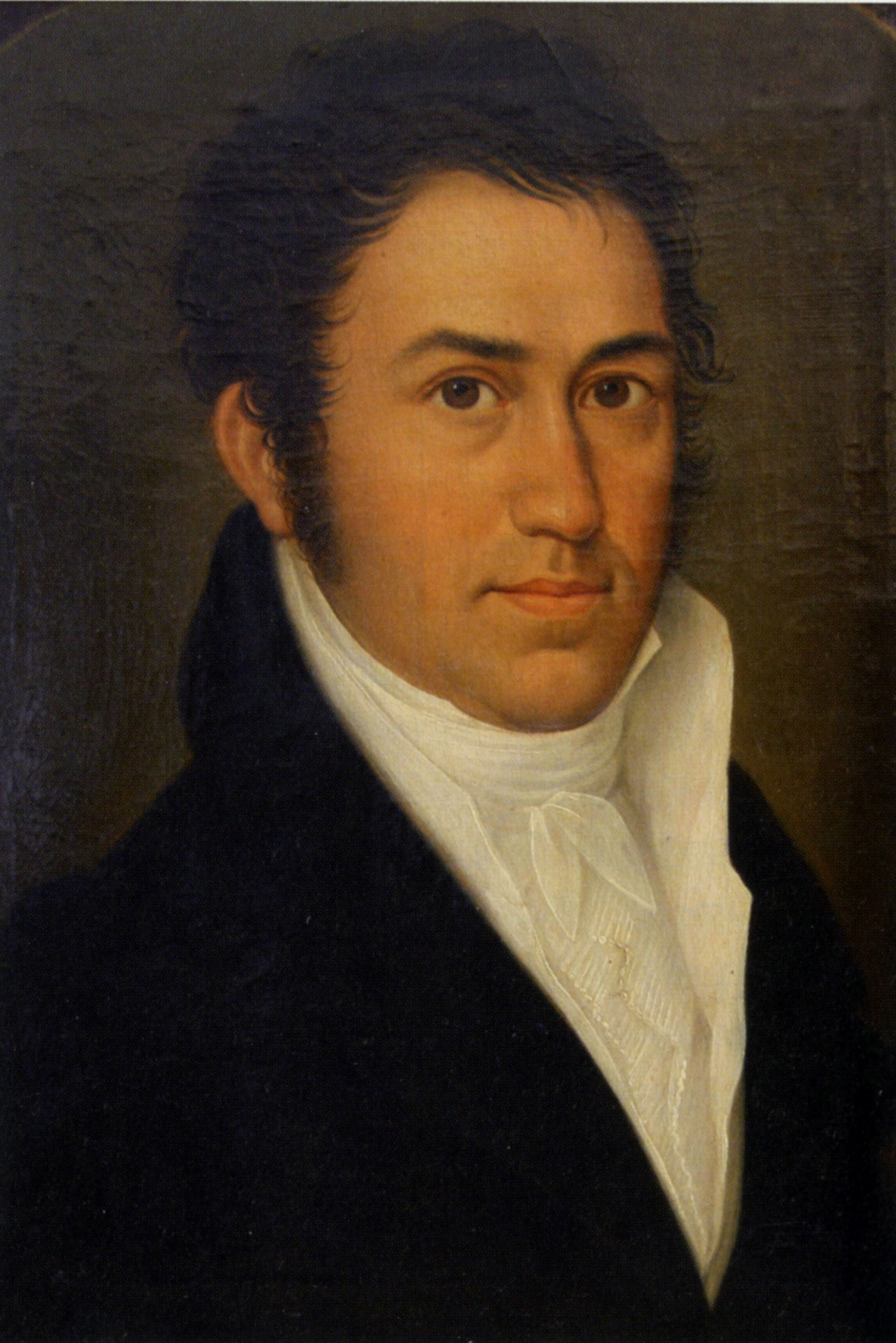
Johann Philipp Bandel, 1814. Gemälde von Johann Adam Schlesinger

Johann Philipp Bandel (* 19. August 1785 in Worms; † 28. Januar 1866 in Burgdorf, Kanton Bern; in der älteren Literatur auch: „Bändel“) war Kaufmann, Gutsbesitzer, Kunstsammler und politisch aktiv.

## Herkunft und Jugend
Johann Philipp Bandel war der Sohn des Bäckers Johann Georg Sebastian Bandel (1749–1802) und seiner zweiten Frau, Anna Christina Juliane, geborene Ritterspacher, Tochter des Pfarrers von Nieder-Wiesen. Die Familie war evangelisch, die Vorfahren des Vaters aus Heidelberg nach Worms zugewandert. Insgesamt gingen aus dieser Ehe fünf Kinder hervor, von denen aber nur Johann Philipp das Erwachsenenalter erreichte.
Über die Jugendzeit, die Schul- und Ausbildung von Johann Philipp Bandel ist wenig bekannt. Er besuchte die lutherische Elementarschule und anschließend das Gymnasium. Da er aber 1811 eine Bäckerei in Worms eröffnete, ist davon auszugehen, dass er beim Vater und / oder dem Stiefvater – der ebenfalls Bäcker war – eine entsprechende Lehre absolvierte und anschließend als Geselle arbeitete.

## Leben

### Geschäft

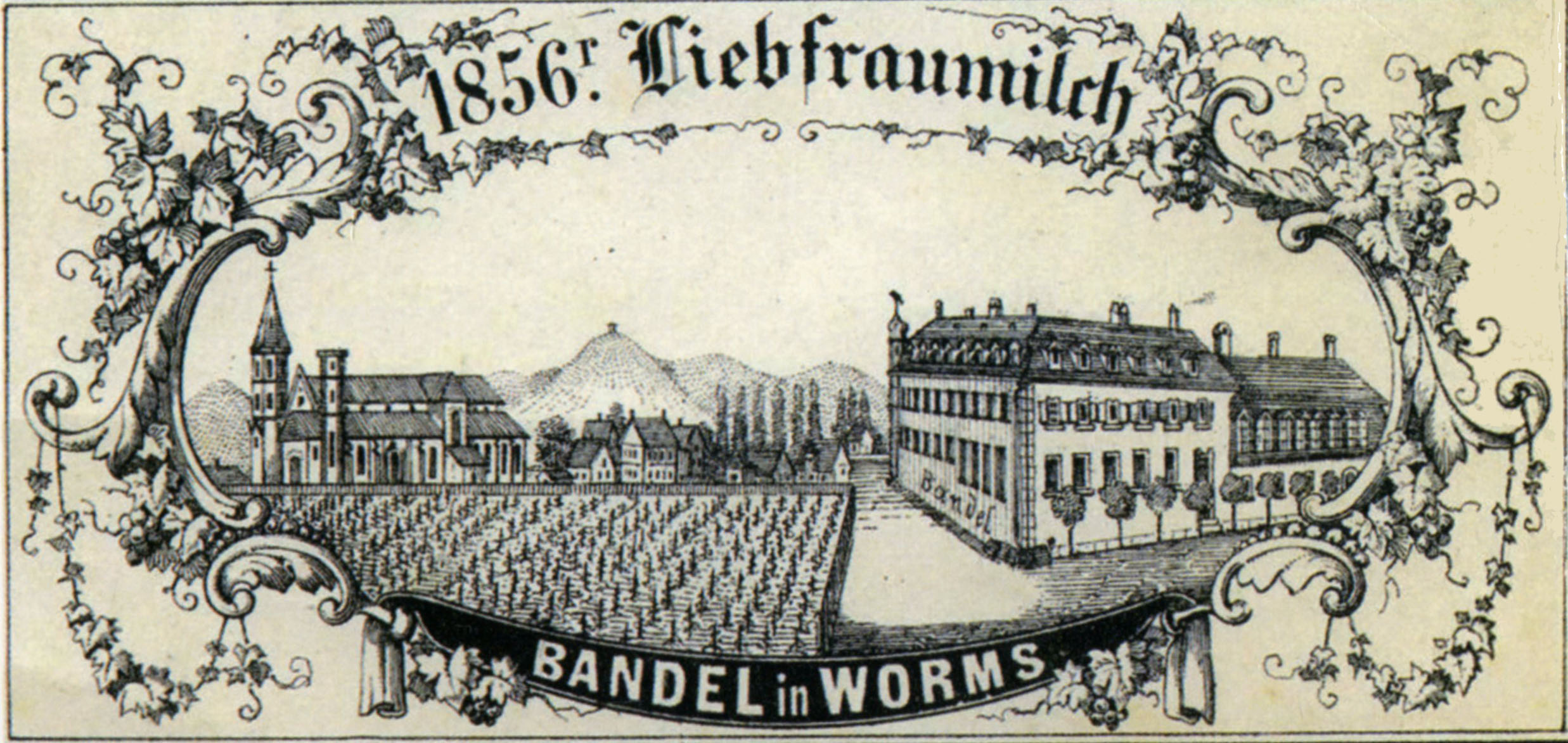
Flaschenetikett der Fa. Bandel für Liebfrauenmilch, 1856

Seine 1811 eröffnete Bäckerei befand sich unmittelbar neben der Dreifaltigkeitskirche am Marktplatz. Johann Philipp Bandel betrieb zugleich einen Weinausschank und begann, sich als Kaufmann und in Geldgeschäften zu betätigen. Sein Vermögen mehrte sich zügig: 1816 besaß er eine zweite Immobilie in Worms, 1825 und 1828 kauft er weitere Häuser, 1840 und 1844 Weingärten zwischen Mainzer Straße und Liebfrauenkirche. Letzteres rundete er mit dem Kauf der Eulenburg und zugehörigen Weingärten ab, so dass ein Weingut entstand. 1837 stand er in der Liste der Höchstbesteuerten in Worms an 17. Stelle. 1848 wurde sein Vermögen auf 100.000 Gulden geschätzt. Bereits 1834 hatte er die Bäckerei, 1837 auch das Haus am Markt, in dem sie sich befand, verkauft. Vornehmliche wirtschaftliche Grundlage war für ihn jetzt der Weinanbau und -handel, den er bis ins hohe Alter und seinem Wegzug aus Worms betrieb.

### Politik
Von 1813 bis 1818 ist Johann Philipp Bandel als Mitglied der Freimaurer in Worms nachgewiesen. Nachweisbar seit 1828 war Johann Philipp Bandel politisch aktiv. 1831 betätigte er sich im örtlichen Polen-Unterstützungskomitee als Sekretär. 1832 wurde er ein erstes Mal in den Gemeinderat der Stadt Worms gewählt, dem er zunächst bis 1838 angehörte. Er vertrat die (wirtschafts-)liberale Strömung und befand sich damit in Opposition zur Regierung des Großherzogtums Hessen, die nach der Revolution von 1830, im „Vormärz“, versuchte, aufkommende Reformbestrebungen mindestens zu kontrollieren, wenn nicht gar zu unterdrücken. Am Hambacher Fest nahm er aktiv teil, mit einem der Organisatoren und Miteigentümer des Hambacher Schlosses, Georg Frey aus Neustadt, war er befreundet. Auch in der Folge versuchte Bandel, die Opposition gegen Großherzog Ludwig II. und seinen Regierungschef, Karl du Thil, zu unterstützen. Das ging sogar so weit, dass er sich aktiv als Fluchthelfer betätigte, als die hessische Regierung die Aktivisten im Umfeld des Hessischen Landboten zu verhaften suchte. Wahrscheinlich unterstützte Bandel auch Georg Büchner bei dessen Flucht nach Frankreich. Im Vorfeld der Revolution von 1848 gehörte Bandel zu den Unterstützern Heinrichs von Gagern, der in Worms auch zwei Mal als Abgeordneter in die Zweite Kammer der Landstände gewählt und dort der führende Kopf der Opposition war. Die Wahl war indirekt und erfolgte über Wahlmänner. Bandel kandidierte als Wahlmann und erhielt 1110 von 1350 abgegebenen Stimmen der Urwähler.
1846 wurde Johann Philipp Bandel erneut in den Gemeinderat von Worms gewählt, dem er nun auch während der Revolution von 1848 angehörte. Zunächst engagierte er sich für den Erhalt der relativ fortschrittlichen rheinhessischen Institutionen, die aus der Zeit, in der das Gebiet von 1798 bis 1814 zu Frankreich gehört hatte, erhalten geblieben waren. Die Regierung in Darmstadt versuchte, um im gesamten Großherzogtum Hessen einheitliche Verhältnisse zu schaffen, diese den Verhältnissen im übrigen Großherzogtum anzugleichen. In der Revolution von 1848 im Großherzogtum Hessen war Johann Philipp Bandel von Anfang an dabei. Er gehörte zu der Delegation, die die Wormser Forderungen an den örtlichen Abgeordneten, Eduard Lehne, zur Vorlage bei den Landständen überreichte und war dann in der Sitzung anwesend. Er wurde zum Präsidenten des Bürgerkomitees gewählt, das die Erfüllung der Märzforderungen seitens der Regierung überwachen sollte und kümmerte sich um die Bewaffnung der Bürgerwehr. In der weiteren Entwicklung der Revolution nahm Bandel bei dem sich formierenden „Demokratischen Verein“, den „Linken“, eine Führungsrolle ein. Diese befehdeten sich heftig mit der liberal-konstitutionellen Partei, dem „Bürgerverein“. Das reichte bis zu Morddrohungen. Bei den Wahlen zum Bürgermeister 1848 erhielt Bandel die zweitmeisten Stimmen.
Nach Zusammenbruch der Revolution – Worms wurde am 13. Juni 1849 von preußischem Militär besetzt – erging gegen Bandel wegen seiner Betätigung in der Revolution am 25. Juni 1849 ein Haftbefehl. Er floh zunächst nach Verviers in Belgien und betrieb dort einen florierenden Weinhandel. Gegen eine Kaution von 2000 Gulden konnte er zurückkehren und auf freiem Fuß bleiben, bis der Prozess gegen ihn, Bürgermeister Ferdinand Eberstadt (1808–1888) und Salomon Lohnstein (1809–1854) vom 8. bis 10. Juli 1850 vor den Assisen (Schwurgericht) in Mainz durchgeführt wurde. Vorgeworfen wurde ihnen erpresserischer Nötigung, weil sie bei der Finanzierung der Bürgerbewaffnung Zahlungsunwillige bedroht hätten. Sie wurden am 10. Oktober 1850 freigesprochen. 1855 wurde Bandel bei seiner Rückkehr von einer Reise im Bahnhof Worms verhaftet. Vorgeworfen wurde ihm eine Falschaussage in einem Prozess, in dem er als Zeuge ausgesagt hatte. Er saß vier Monate in Untersuchungshaft. Die Angelegenheit endete mit einem Freispruch. Dieses exzessive Vorgehen der Staatsgewalt stellte einen weiteren Versuch der Obrigkeit dar, sich an Bandel zu rächen.
So erfolgreich Johann Philipp Bandel geschäftlich war, blieb er vorindustriellem Denken und Wirtschaften verbunden, die technisch modernen Entwicklungen blieben ihm fremd. In der Eisenbahnfrage – die Hessische Ludwigsbahn errichtete am Anfang der 1850er Jahre die Bahnstrecke Mainz–Worms–Landesgrenze zur Bayerischen Pfalz – vertrat er die Position, dass der Wormser Bahnhof direkt vor der damals bestehenden Bebauung der Stadt errichtet werden sollte. Die Ludwigsbahn setzte allerdings den damals weit vor der Bebauung gelegenen, heutigen Standort durch, der sich auch für die Stadtentwicklung von Worms als vorteilhaft erwies.

### Sammler

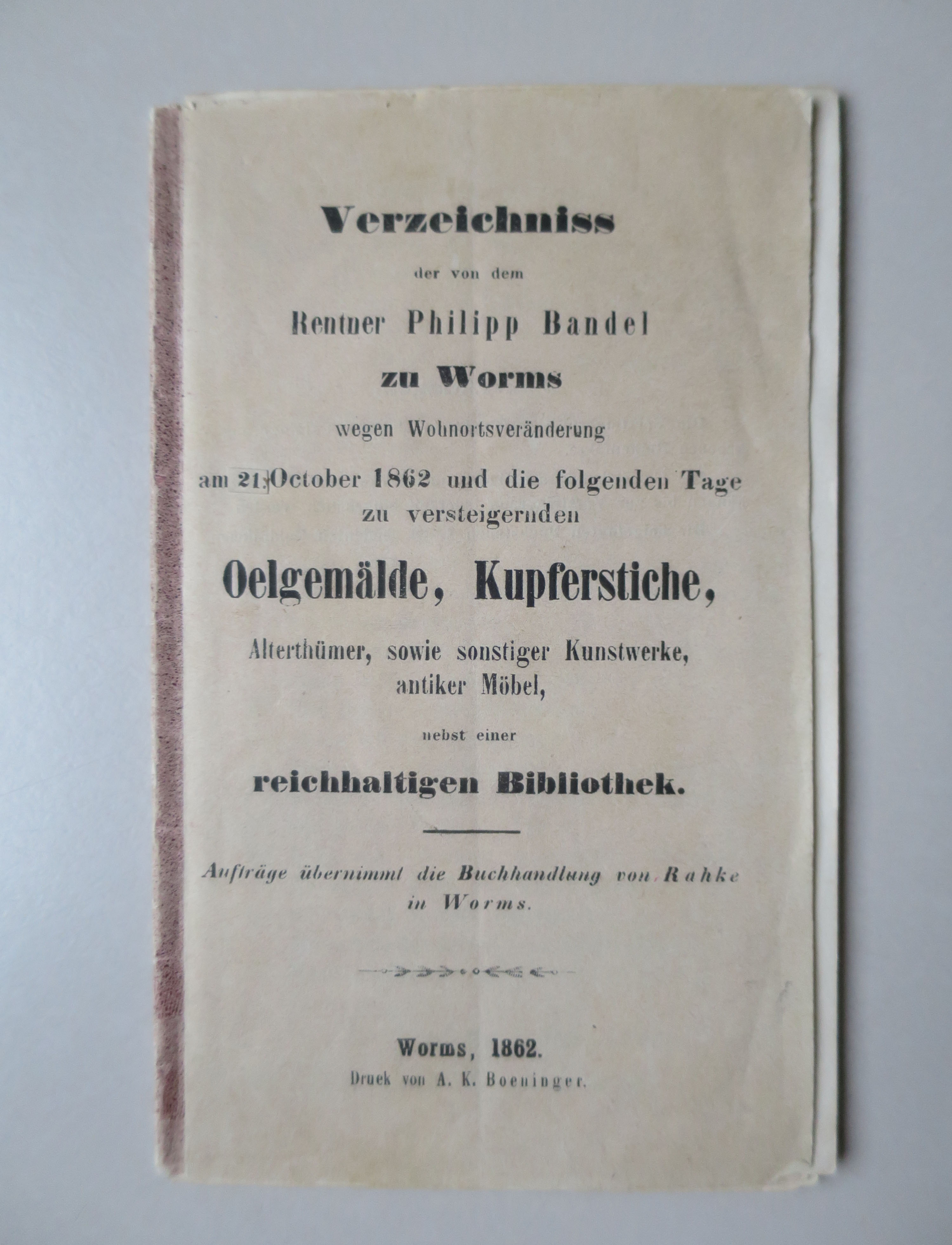
Versteigerungs-Katalog der Sammlung

Um 1820 begann Johann Philipp Bandel „Alterthümer“ zu sammeln, aber auch Kunst. Die frühesten Belege für die Sammlung sind Reiseführer. Die Sammlung war Interessierten also zugänglich. 1836 erwarb er die Sammlung des verstorbenen Wormser Sammlers Johann Adam Menger. Mit dem Kauf der Eulenburg und von Weingärten in deren unmittelbarem Umfeld in den 1840er Jahren erwarb er Gelände, das in römischer Zeit zum Nordfriedhof von Borbetomagus gehörte. Dort grub er nach archäologischen Funden. Teile der Sammlung fanden schon bald Eingang in wissenschaftliche Veröffentlichungen. Auch die Gemäldesammlung soll bedeutende Werke enthalten haben: Guido Reni, Tiepolo, Peter Paul Rubens, Paolo Veronese, Anton van Dyck und Martin Schongauer.
Johann Philipp Bandel soll zugesagt haben, seine Sammlung der Stadt Worms zu überlassen, wenn die für eine adäquate Unterbringung sorge. Im Vorfeld seines Fortzuges aus Worms 1863 bot Bandel die Sammlung der Stadt zu einem „unbedeutenden Preis“ zum Kauf an. Die Stadtverordnetenversammlung beauftragte am 7. August 1862 Bürgermeister Brück, mit Bandel über den Ankauf der Sammlung zu verhandeln. Ob die Stadt anschließend kein Interesse mehr zeigte oder die städtische Bürokratie die Angelegenheit schlicht verschlief ist im Nachhinein schwer zu beurteilen. In der Folge ließ Bandel die Sammlung versteigern. Der Mainzer Altertumsverein – in Worms gab es damals eine entsprechende Einrichtung noch nicht – kaufte die römischen und fränkischen Funde. Die römischen Inschriften wurden von dem Verein sofort veröffentlicht. Ein Teil davon überstand die Luftangriffe auf Mainz im Zweiten Weltkrieg nicht, andere sind nicht mehr oder nur unter Vorbehalt noch zu identifizieren. Der Rest der Sammlung, Gemälde, Grafik, Porzellan, Glas, historische Möbel und die Bibliothek wurden ab dem 21. Oktober 1862 versteigert, verstreut und ein Teil der Objekte ist heute nur noch aus den Erwähnungen in der frühen Reiseliteratur bekannt.

## Familie

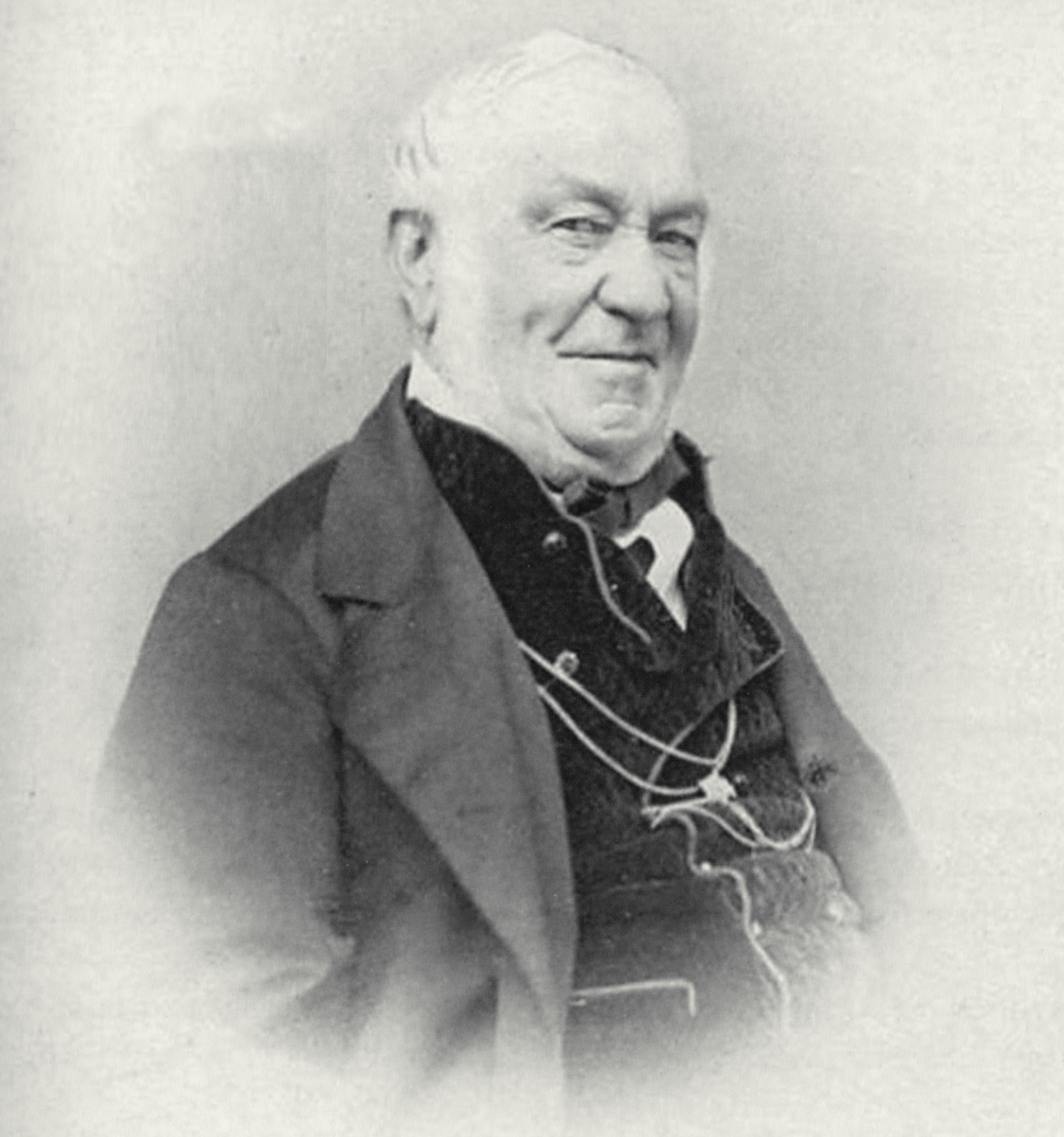
Johann Philipp Bandel, ca. 1860

1811, in dem Jahr, in dem er sich selbständig machte, heiratete Johann Philipp Bandel die Müllerstochter Sibilla Catharina Weißheimer aus Osthofen, Tochter von Johann Weißheimer I. (1774–1834) und Schwester von Johann Weißheimer II. (1797–1883), die eine reiche Mitgift in die Ehe einbrachte. Aus dieser Ehe ging Julius Johann Adolph Bandel hervor (* 12. Dezember 1811 in Worms; † 25. Juli 1839 in Mainz), der später an der Landesuniversität Gießen Rechtswissenschaften studierte. Bereits ein Jahr nach der Geburt des Sohnes starb Sibilla Catharina.
1818 heiratete Johann Philipp Bandel erneut, Maria Salome Herold, Tochter eines Seifensieders aus Mannheim. Aus der Ehe gingen keine Kinder hervor. Am 1. Februar 1822 starb Maria Salome durch einen Schuss ins Genick aus einem Jagdgewehr. Johann Philipp Bandel wurde der Tat verdächtigt, verhaftet, aber auf Kaution freigelassen. Das Gericht erkannte auf einen Unfall und Fahrlässige Tötung.
Nach dem Tod seines Sohnes 1839 wandte Johann Philipp Bandel sich vermehrt seinen Neffen und Nichten zu. Ihnen blieb er zeitlebens sehr verbunden. 1862 – inzwischen 77 Jahre alt – entschloss er sich, zu seiner inzwischen in der Schweiz verheirateten Nichte, Julchen, geborene Straus, verheiratete Buri, zu ziehen. Er verkaufte dafür seine Immobilien in Worms, seine Lagerbestände und den größten Teil seiner Sammlung. In der Folgezeit reiste er viel. Anfang 1866 erlitt er einen Schlaganfall und verstarb am 28. Januar 1866.
Johann Philipp Bandel wird als schwieriger Charakter eingeschätzt. Er hatte zahlreiche Feinde, aber auch viele Freunde. Er polarisierte. Es wird berichtet, er habe „seine beiden Weiber gröblich gemißhandelt“.